# Ожаровский, Адам Петрович
Граф (с 1838) Адам Петрович Ожаровский (1776 — 30 ноября 1855, Варшава) — генерал от кавалерии на русской службе, происходивший из польского рода Ожаровских (герба Равич).

## Жизнь
Сын Петра Ожаровского, великого гетмана коронного, который действовал в интересах Екатерины II. После линчевания отца вступил в русскую армию.

Начал службу в 1796 году в лейб-гвардии Конном полку. В 1802 году был произведён в полковники. Сражался в войнах с Наполеоном, отличился в битве под Аустерлицем, где захватил знамя французского полка, после чего награждён был Орденом Св. Георгия 4-го класса. После битвы под Фридландом был произведён в генерал-майоры и пожалован в генерал-адъютанты. 20 мая 1808 года награждён орденом Св. Георгия 3-го класса 
В воздаяние отличных подвигов мужества и храбрости, оказанных в продолжении минувшей кампании против французских войск.
 Отличился в Отечественной войне 1812 года. Руководил летучим отрядом. Неудачно действовал под Красным. 12 (24) ноября отряд под его командованием занял Могилев, где захватил собранные французами запасы продовольствия и фуража. В 1813 году был произведён в генерал-лейтенанты.
В 1826 году был произведён в генералы от кавалерии. В феврале-октябре 1827 г. командир Отдельного Литовского корпуса: за короткий период генерал добился образцового состояния этого корпуса.
В отставку вышел в 1827 году. В 1833 стал членом Государственного совета Царства Польского. Именным Высочайшим указом 1838 года возведен в графское Царства польского достоинство. С упразднением Совета в 1841 году назначен присутствовать в варшавских департаментах Сената.

## Награды
Российской империи:

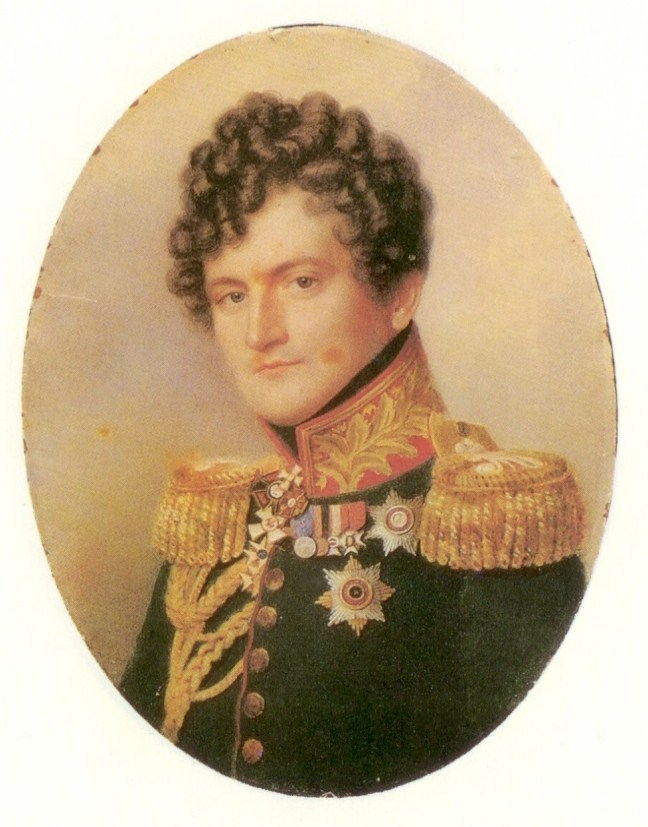
Портрет работы Жана Анри Беннера.

- Орден Святой Анны 4-й степени (1804)
- Орден Святого Георгия 4-й степени (24 февраля 1806)
- Орден Святого Георгия 3-й степени (20 мая 1808)
- Золотая шпага «За храбрость» с алмазами (1812)
- Орден Святой Анны 1-й степени (16 декабря 1812)
- Орден Святого Владимира 2-й степени (8 октября 1813)
- Орден Святого Александра Невского (3 мая 1814); алмазные украшения к ордену (25 декабря 1845)
- Знак отличия беспорочной службы за XXX лет (1828)

- Серебряная медаль «В память Отечественной войны 1812 года»
- Бронзовая медаль «В память Отечественной войны 1812 года»
- Орден Белого орла (1815, Царство Польское)

Иностранных государств:
- Орден Красного Орла (1807, королевство Пруссия)[4] [5];
- Pour le Mérite (22 июля 1807, королевство Пруссия)[6];
- Кульмский крест (королевство Пруссия);
- Военный орден Марии Терезии, рыцарский крест (1813, Австрийская империя);
- Военный орден Максимилиана Иосифа, командорский крест (1814, королевство Бавария);
- Орден «За военные заслуги», командорский крест (королевство Вюртемберг);
- Орден Святого Людовика командорский крест (1815, королевство Франция);
- Орден Святых Маврикия и Лазаря большой крест крест (1822, королевство Сардиния).

## Семья
В январе 1807 года Ожаровский женился на разведённой графине Марии Павловне Пален (1782—1857) (дочери П. М. Скавронского и Е. В. Энгельгардт), но, по слухам, поддерживал также романтические отношения со своей соотечественницей Марией Нарышкиной. После развода с первой женой, в 1818 году, женился на графине Софье Адамовне Старжинской (1800—1855), которая 30 августа 1822 года была удостоена ордена святой Екатерины малого креста. Детей не имел.